# Тулуза-10
Тулуза-10 (фр. Toulouse-10, окс. Tolosa-10) — кантон во Франции, находится в регионе Юг — Пиренеи, департамент Верхняя Гаронна. Входит в состав округа Тулуза.
Код INSEE кантона — 3145. Кантон Тулуза-10 включает в себя часть коммуны Тулуза.

## Население
Население кантона на 2011 год составляло 41 606 человек.
| 1968 | 1975 | 1982 | 1990 | 1999   | 2006   | 2011   |
| ---- | ---- | ---- | ---- | ------ | ------ | ------ |
| —    | —    | —    | —    | 37 298 | 38 797 | 41 606 |